# ティラムバラム
『ティラムバラム』 (LIBROS DE TIRAMBARAM) は、ライトスタッフが1992年に発売したPC-9801用ゲームソフト。
南北戦争直後のアメリカを舞台にしたRPGである本作は、アステカ神話をベースに、アステカの神々をクトゥルフ神話の旧支配者と解釈した内容となっており、タイトルのティラム（チラム）・バラムも「ジャガーの代弁者（司祭）」の意味で、マヤ文明に伝わる神話および預言者の呼び名でもある。

## ストーリー
ゴールドラッシュに沸く19世紀末のアメリカ大陸、危険な仕事で生計を立てていたニコラス・アンダーソンは、隊商の者たちとともに、依頼された古物の輸送をしていたところ、白装束の一団に襲われる。馬車の乗り手を失い、ニコラスは別の馬に乗っていたマクシミリアンに、馬車に移り荷台にのせているダイナマイトで谷間の細い山道を塞ぐように指示をする。
谷間の細い山道を通過する時、マクシミリアンはニコラスの指示通り、荷台からダイナマイトを投げて道を塞ぐことに成功し、白装束の一団をやり過ごしたニコラス達は無事に谷間の山道を抜ける。
マクシミリアンは白装束の一団が狙っている荷物に興味が湧きはじめるが、その荷物の中身である黄金の仮面により彼は発狂し、隊商は彼を除いて全滅してしまう。
それから6年後、クリスティーナという少女が誘拐される事件が発生する。ニコラスの息子で、彼女の恋人であるウイルフレッドはマクシミリアンとともに、彼女の父親であるハンスの元へと向かう。一方、ハンスの元には、娘と引き換えにニコラスが友情の証としてハンスに送った旧型の単発拳銃を渡すように手紙が届けられていた。
クリスティーナを救うため、ウイルフレッドとマクシミリアンは拳銃を携え、ニューメキシコへと向かう。

## 登場人物

### 主なキャラクター
ウイルフレッド・R・アンダーソン
本作の主人公。通称フレッド。17歳。
マクシミリアンの親元でカウボーイの仕事をする傍ら、新聞社にも出入りをしていた。
現在はマクシミリアンの下で賞金稼ぎもやっている。
彼の父、ニコラス・アンダーソンが残した旧型の単発拳銃を巡って事件に巻き込まれてゆく。
マクシミリアン・J・スクワイア
ウイルフレッドの兄貴分。通称マックス。21歳。
6年前、ウイルフレッドの父ニコラスと共に古物輸送の隊商に参加していたが、謎の集団の襲撃に会い全滅。彼は唯一の生き残りである。
現在は賞金稼ぎで近隣では名の知られている二丁拳銃の使い手。
クリスティーナ・A・ウエイクマン
本作のヒロイン。通称クリス。16歳。
ウイルフレッドのガールフレンド。
弁護士ハンス・ウエイクマンの娘。女性ガンマンを夢見ており、射撃の練習は欠かさない。
「太陽の一族」の末裔でもある。
エドワード・C・ブラフォード
古物商。26歳。
古物商は肩書であり、実際は賞金稼ぎ。
ネイティブアメリカンの血が4分の1混ざっており、少年時代はその血を呪っていたが、父の仕事である古物商を手伝う内に、古来のネイティブアメリカンの文化に興味を持つ。
そしてその古物収集が彼をクトゥルフ神話の存在へと引き込む形となる。
ルカ・モラーツ
ネイティブアメリカン。通称ルカ。17歳。
部族の神官であったカトラ・モラーツを父に持つ。
元々は部族闘争の末、神の怒りを鎮めるための生贄に選ばれるが儀式の途中で逃げ出し、戻ってきた時には部族が消失したため、その意味を失い放浪者となる。
弓の名手であり、生来は明るい性格の持ち主であったが、長い放浪生活の末に無口な性格となる。
白人の言語を習得しており、ウイルフレッド達とは普通に会話が出来、部族の神官であった父親の影響で魔術を使うことも出来る。
名前の由来は父親であるカトラから聖書に出てくる人物から取られたと聞かされている。
リチャード・B・ハウ
元騎兵隊。33歳。
ウイルフレッドの父ニコラスとは古くからの友人。ゲリラ活動で2回ほど投獄されている。
南北戦争では成りあがり政府である北軍を嫌って南軍に加わったが、その南軍も大土地農場経営者達のための軍と悟ると南軍を抜け、酒浸りの生活となる。
ウィンチェスター73を愛用する。また年老いた母親と二人暮らしである。
ロジャー・C・パウエル
考古学者。25歳。
クトゥルフ神話に対して半信半疑だが、マヤ文明の伝承に興味を持ちそれらに関連する道具を数種類持ち合わせている。
かつて発見した物品が大事に至りそうになった時にエドワード、シルヴィアと共に解決したのが縁での友人である。
魔術を使いこなしたり、クトゥルフ神話に関しての魔物や道具などに詳しい。
シルヴィア・K・ホワイト
占い師。21歳。
邪教｢真実の魔鏡｣を追って旅をしている。
エドワードとロジャーとはかつて仕事で出会って以来、情報を交換する間柄。
過去をあまり語らないため、彼女の素性はあまり分かっていないが、商売上、あらゆる魔術や神に対抗する道具を持ち合わせている。
本名はディーナ・カサス。
かつて発狂後に放浪をしていたマックスを保護したカサス牧場の長女。
次々と生贄を求めていたマックスを目の当たりにし、儀式の生贄にされそうな所を弟が犠牲になり、彼女は助かる事となる。
ヴィヴィアン・I・ラヴィン
魔術師。26歳。
夢の地球（ドリームランド）の住人。
幻惑の森で意識を失っていたウイルフレッドとルカを助けたことが縁で仲間に入る。
5匹の猫（ロニー、リトルライアン、ヒューズ、ジョン、トニー）と一緒に森のはずれの小屋に住んでおり、5匹の猫はペットではなくヴィヴィアンの友人にあたる。
元々はエル･グライファ王に仕えていたが、マクニールに現実世界の両親に合わせると嘘を吹き込まれ、
図書館から数点の魔術書を盗み出してしまい、その責任を感じエル･グライファから去る事になる。

### 敵対者
チャールズ・S・クランプトン
ジェシー・ジェームズの列車強盗に加担しているゴロツキ。
貧民窟時代のマクシミリアンに悪行を教え込んだ張本人。
マクニール・W・フリップ
保安官。
多数の街で顔をきかせ、悪事を働いている。
かつてはロバートと言う偽名を使い、ウイルフレッドの父ニコラスとマクシミリアンが参加していた隊商を手配したことがある。
テスカトリポカを信仰する邪教｢真実の魔鏡｣のトップであるエドウィンの片腕であり、宗派の反対勢力や裏切り者の始末も行うほか、彼自身も魔術を使用することが出来る。
エドウィン・M・アイアン
邪教｢真実の魔鏡｣のトップであり呪術師。
元々の｢真実の魔鏡｣はメキシコのネイティブアメリカンの物だったが、マクニールと共に信者に偽りを伝える伝道師としてそれまでの教祖を処刑し、自らが教祖となった。
教祖になる前はイギリスで諜報部員をしていたが、何らかの罪を犯したため、アメリカへ逃亡を図る。
カトラ・モラーツ
ケツアルコアトル・ククルカンの神官であり呪術師。
本来ネイティブアメリカンは文字を持たないが部族外の交流が多いため、数種類の言語や文字を理解している。
また数々の忌まわしい儀式や魔術に精通しており、ルカがウイルフレッドに渡した｢偉大なる兄弟への祈祷｣という魔術書も、もともとは彼の所有物である。
部族消失の際に姿を消していたが、軍神や「太陽の一族」について調べるために｢真実の魔鏡｣に接触をしたり、マクニールが手配した隊商を襲わせるために、「丘の一族」を率いていたのも彼である。
彼の部族には2つの勢力が対立しており、「蛇神とその末裔」（＝丘の一族）を崇める古来からの一族と「飢えた太陽の神」を崇める一族。
先代の呪術師「偉大なる鷹の羽」は「飢えた太陽の神」を崇める一族を追放し、「蛇神とその末裔」を崇める一族が村を支配する。
しかし彼自身は、丘の一族を何の知識も奇跡ももたらさない醜悪な生物であるとみなし、不要と考えている。
丘の一族
蛇神と人間の間に生まれた種族。
ルカの部族に生贄を要求していたほか、マクニールが手配した隊商を襲った犯人でもある。
普段は白装束にその身を隠しているが、顔そのものは蛇であり、足は数本の尻尾で構成されている（戦闘での攻撃時に確認出来る）。
目的のためには手段を選ばない種族で集団で行動することが多く、蛇神の血を引く故に通常の武器では傷を付けることが出来ない。
神官らしき者もおり魔物である「スネークラット」を使役したりする。
しかし知能は低く、カトラの「力ある神がお前たちを滅ぼそうとしている。その神の印を破壊すれば今よりも生贄を要求できる」と言う甘言につられ隊商を襲うこととなる。
忌まわしき狩人
ユカタン半島にあるグールが棲む『黄金の丘』から夢の地球へ進む通路でウイルフレッド達を待ち構える。
見た目はコウモリのような翼を持つ、巨大な黒い蛇か芋虫に似た生物。警告が書かれた石板には『彼の神より放たれし不定形の追跡者』と注意書きがある。
ロジャーが『狩猟生物』と判断するほど獰猛かつ獲物を追跡する程執念深い。
通常の武器では傷を付けることが出来ず撤退を余儀なくされるがロジャーがウイルフレッドから旧型の単発拳銃を預かり、全精神力を込め追い払うことに成功する。
シャンタク鳥
夢の地球のエル・グライファの東に巣を作っている。
図書館で黒い石板を調べるためにシルヴィアが王に掛け合い、退治する依頼を取付けることになる。
ナイトゴーントを極端に恐れるがイベントボスのため、ナイトゴーント召喚（実際は敵の精神力を下げる効力を持つ）をしても逃げない上に、状態異常の魔術をかけてもテキスト上は状態異常にかかっていると表示されるが実際には状態異常にはなっていないバグがある。
預言者ジャガー
本作のラスボス。軍神テスカトリポカと人間との間に生まれた預言者で、オルメカで崇拝され、オルメカの民に文明を与えたこともある。
人間を古の民が創造した失敗作とみなし、先の見えた種族として蔑む。
時間を超え、未来を見てきており人類の絶滅と同時に父の意思である『回帰の法則』に従わない新たな生命体が地球を支配することをよしとせず、その生命体である再び地球へ飛来するイースの大いなる種族との戦いに備えようとする。
3000年前に炎を操る「太陽の一族」と争い、その炎によって砦ごと焼き尽くされた。

その正体は黄金の仮面によって発狂したと思われていたマックス。
カトラの目の前でニコラスの両手足の関節を拳銃で打ち抜き動けなくなったところで、
黄金の仮面を使い、ニコラスに軍神を降臨させる。
しかしその代償として記憶を失い放浪していた所をカサス牧場の牧場主によって助けられるが、
記憶を失っても残虐性は残っており、夜な夜な生贄を確保し、凄惨な儀式を行っていた。

## 魔術書および魔術品
偉大なる兄弟への祈祷
ルカが村から持ってきた魔術書。
ネイティブアメリカンの物ではないが彼女の父であるカトラが所有していた物である。
魔術以外にガースト、グール、スケルトン、ゾンビ、イグといった怪物の情報も書かれている。
導きの石
グールが夢の地球と現実世界を行き来するために使う塔がある「奏でる洞窟」の奥の石板にはまっていた宝石。
ロジャー曰く、太古の呪術師の意思が封じ込まれており宝石を所持している者に媒体にその意思を伝えることが出来る。
誘うべき友人たちへ
メキシコのセロに住んでいた富豪の家の本棚に仕舞われていた妖気漂う厚い装丁の本。
「死が安息となる時、この書は開かれるべきである」と書かれており、生者を死に誘うべくゴーストが襲ってくる。
無名祭祀書
メキシコのセロに住んでいた富豪の家の食器棚の奥に隠されていた魔術書。
ロジャーが目を通した所、ドイツ語の原書ではなくブライドウォールによる1845年版の英訳書でかなりの誤訳が多いとのことだが、知られざる魔術に関する記述が大半を占めているとのこと。
新しい魔術以外に忌まわしき狩人、ナイトゴーント、ガグ、ゴーストといった怪物の情報も書かれている。
黒い石板
メキシコのセロに住んでいた富豪の家の地下に隠されていた石板。
表面には黄金の仮面とジャガーと鏡が書かれている。
2種類の文字が書かれており古いアステカ文字と見たことが無い文字が書かれている。
アステカ文字には「神の子にして、ネサワルコヨトル（ユカタン半島で栄えたテスココと言う国の王の名前）に敵対する者、かく破れり」
途中は文字が削れていて読むことは出来ないが最後の一文には「黄金の仮面をかむる者に注意せよ」「彼の者、太陽の子となるなり」
なお、奏でる洞窟で導きの石が語っていた真の黒い石板とは別の物である。
ナコト写本
エル･グライファの図書館が所蔵している。
原書かは不明。内容は氷河期より遥か昔、人類以前の種族が存在していたことと彼らの王国がロマールであると記されている。
クタート・アクアディンゲン（水神クタアト）
エル･グライファの図書館が所蔵している。
人間の皮膚で装丁されている。シルヴィアは写本を読んだことがあるらしく、ウイルフレッドには別に読まなくても良いと語る。
粘土片訳本
夢の地球で発掘された粘土片を翻訳した物でエル･グライファの図書館が所蔵している。
肉体を持たず精神体を飛ばして寄生する者のことが書かれており、導きの石の正体をつかめる物としてシルヴィアが持ち出しできないかを考えていたがルカのアイディアで写しを取ることになる。
しかし写し取ったシルヴィアでさえ理解出来ないことが半分以上書かれている。
高度な魔術が記載されておりシルヴィアやヴィヴィアンですら解読不能であるがエル･グライファの賢者がその魔術を扱うことが出来る。
レンからの男、シャンタク鳥、ワンプ、ヒーモフォー、ノールといった怪物の情報も書かれている。
ルルイエ異本
エル･グライファの図書館が所蔵している。
ウイルフレッドには見たことのない文字で書かれていると言うが、シルヴィアは中国語であると語る。
アル・アジフ（ネクロノミコン）
イホ老人が所蔵している。
アブドゥル・アルハザードが書き記した魔術書であるが、ウイルフレッドはタイトルだけは読めたが内容については読んではいない。
真の黒い石板
表面には軍神、および血塗られた太陽神テスカトリポカの降臨を行う魔術が記載されている。
他には彼の神からの神託を受けることが出来る。
銀の鍵
シルヴィアが所有している銀の鍵。
夢の地球への銀の鍵の門を唯一開けることが出来る鍵だが、その性質上一度しか使用することが出来ず、シルヴィアが銀の鍵を使い夢の地球へ向かってしまった為にウイルフレッド達は夢の地球から現実世界へ戻る術を失ってしまうことになる。
古の紋章
クトゥルフ神話でもなじみ深い魔術品だが、テスカトリポカと人間との間に生まれた忌まわしき者にはその正体を暴くことしか出来ず『人間の限界はここまで』と言われる。
ティラムバラムの書（ジャガーの予言書）
マヤ人によってマヤ歴で記された年代記。 未来への予言や信仰についても記されている。スペイン人によって支配された後、言葉を覚えたマヤ人によってラテン語で書かれた物。
同じ名前でも異なる内容がいくつかあり、その中の1つにはマヤがスペインに征服される予言も書かれている。  大部分はラテン語だが部分的には分からない文字もある。その分からない文字の記載は以下の通り。
『この書を記す真意とは、巨大な船にのりやって来る者達のためにあらず』  『太陽の子が舞い来る。凶悪な形相を持つその者は黄金の仮面に導かれる』『太陽の子は仮面と石板を用い、邪悪なる砦を築かんとするだろう』  『太陽の子が太陽の乙女を得る時、その邪なる目的は達成されるだろう』
ウイルフレッド達が手に入れた本書の出所については不明である。
新しい魔術以外に炎の精、ニャルラトテップ、クトゥグアといった怪物の情報も書かれている。
黄金の仮面
ニコラスがロバート（マクニールの偽名）から依頼されメキシコのセロに住む富豪の元へ輸送する品物だった。
実際には呪われた品物であり、この仮面を見たマクシミリアンは発狂してしまう。
またカトラもこの仮面に興味を持っていたので丘の一族を率いて奪取しようとしていた。
本来の役目はテスカトリポカと人間との間に生まれた忌まわしき者の血族としての使命と精神を受け継ぐ者を生み出す魔術品であり、人間を媒体に軍神を降臨させることが出来る。
この黄金の仮面にはテスカトリポカとしての顔を持つニャルラトテップが宿っている。

## 問題点
ライトスタッフのRPG系に多く見られるが、本当にデバッグ作業をちゃんと行ったのか疑問に思えるほどの問題点が本作にも存在する。
- 初めてプレイを行う時に始めからを選択してもディスク交換の指示が出ず、ゲームを始められないといった状況に陥る。しかし初めてゲームを行う時に途中からを選べばディスク交換の指示が出るのでこれで初めてプレイ出来るのだが、この時点で本当にデバッグ作業を行っているかが疑問である。
- 地底湖を干上がらせた跡でロードすると、干上がらせたはずの水が復活しキャラクターが動けなくなり、ゲーム進行が不可能となる。
- 地底湖に登場するボスである忌まわしき狩人はイベント敵だが、時間はかかるが倒すことは可能。しかし、倒しても勝てないから逃げだすイベントが発生する。
- クトゥルフ神話でおなじみのシャンタク鳥はナイトゴーントを嫌うため、ナイトゴーントの召喚を行えば逃げるはずが、本ゲームに登場するシャンタク鳥はボスとして登場する一体のみのため、システムの都合上、絶対に逃げない。
- 戦闘中に特定の呪文を唱えると防御力が下がったままの状態になるのだが、とある手順を踏むと物理ダメージをゼロに出来る新たなバグを誘発する。
- 終盤近くに参加するヒロインは、それまで鍛えてきた魔法使いタイプの仲間が足下にもおよばないほどに魔術自体が強力で、ラスボスにもダメージを与えられる専用の魔法まで使える。そのため、攻撃魔法を多用してきただろう仲間の一人は回復要員となってしまう。
- 魔術を使用するより、通常攻撃である銃や弓が強いために熟練度に気が付かないケースが問題でもある。

## 漫画
矢野健太郎による漫画版が、月刊誌『テクノポリス』誌（徳間書店）で4か月にわたって連載された。ただし、これは独立した作品ではなく、矢野が同誌に連載していたゲーム紹介漫画『ゲームジョッキー』の一編で、矢野の神話作品（矢野は「クトゥルー」と表記）である『邪神伝説シリーズ』の番外編的なものとなっていた（単行本には未収録）。『ゲームジョッキー』のキャラクターである名無しの少女やコナン、さらには作者の矢野自身や担当編集者までもが、邪神の崇拝者たちによって開発されたゲーム『ティラムバラム』への取材を通じ、邪神復活の陰謀に巻き込まれるという内容である。
後に、「邪神伝説外伝 ティラム・バラム」という題名で『All Over クトゥルー -クトゥルー神話作品大全-』に収録された。

## 関連商品
- 攻略本「ティラムバラム・テクニカル・ガイドブック」（ソフトコミュニケーションズ、宝島社、ISBN 4796605835）
- サウンドトラックCD「ティラムバラム」（アポロン、作曲：澤下禎）